# Buchkirchen

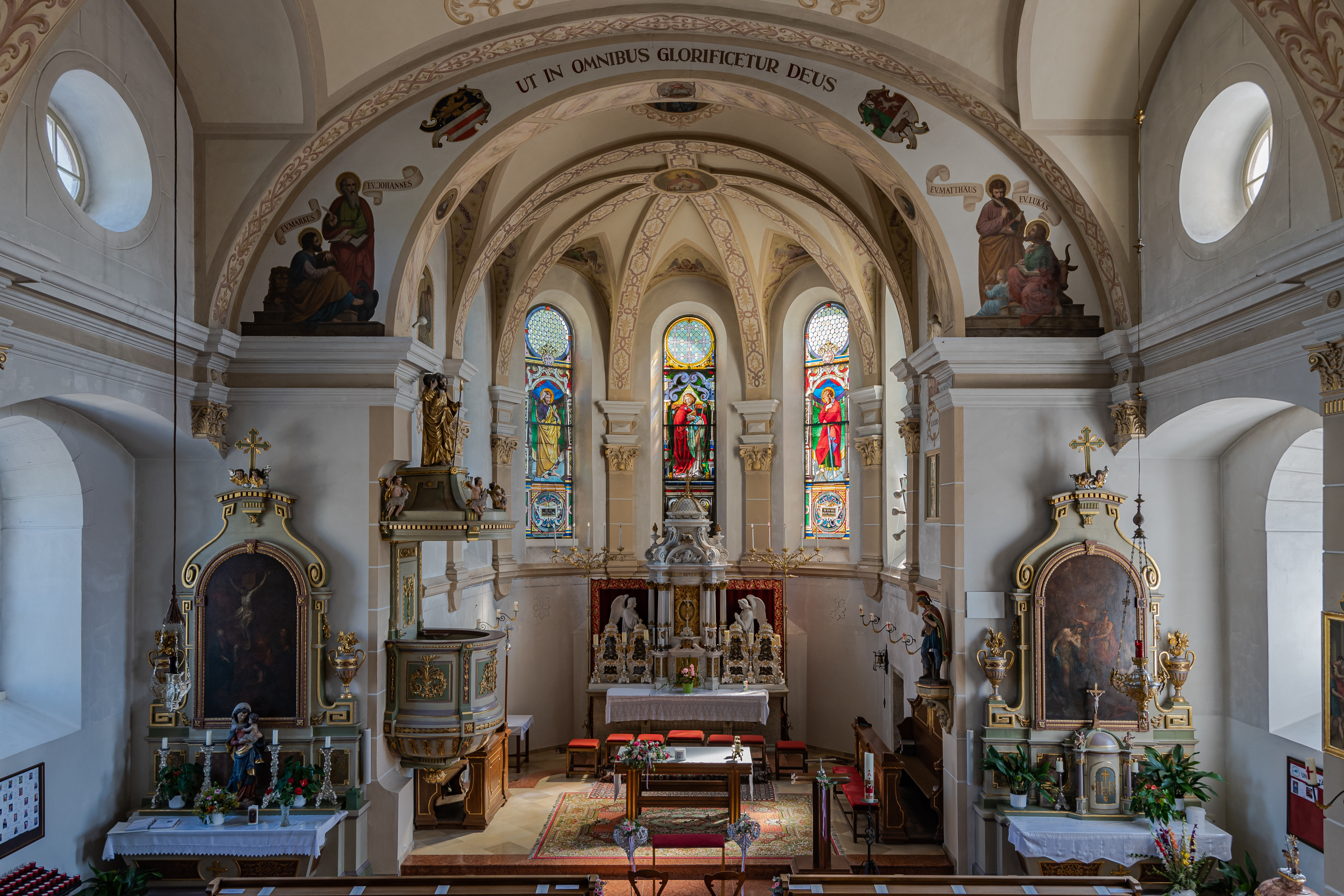
À l'intérieur de l'église Saint Jacob à Buchkirchen. Aout 2020.

Buchkirchen est une commune autrichienne du district de Wels-Land en Haute-Autriche.